# Gary Gilmore
Pour les articles homonymes, voir Gilmore.
Gary Mark Gilmore, né le 4 décembre 1940 à McCamey (Texas) et mort le 17 janvier 1977 à Draper (Utah), est un criminel américain.
C'est la première personne à subir la peine de mort depuis 1967, après que celle-ci a été rétablie par la Cour suprême en 1976. Il met volontairement fin à ses recours judiciaires, préférant être exécuté sans attendre.

## Biographie
Originaire du Texas, il est le deuxième d'une famille de quatre garçons. Son père, Frank Harry Gilmore, (23 novembre 1890, Lincoln, dans le Nebraska - 31 juillet 1962, Seattle, dans l'État de Washington), était un escroc alcoolique qui avait d'autres épouses et enfants. Il épousa la mère de Gary, Bessie, née Brown, (19 août 1913, Provo, dans l'Utah - 29 juin 1981, Portland, dans l'Oregon). Gary est né — et a été baptisé sous le nom de Faye Robert Coffman — alors qu'ils vivaient au Texas sous le pseudonyme de Coffman pour tromper la justice ; mais après avoir quitté le Texas, Bessie l'a re-nommé en  Gary Mark Gilmore. Ce changement d'identité a été source de doute sur ses origines et Gary a expliqué aux juges qu'il fut à l'origine de ses difficultés relationnelles avec ses parents. Au début des années 1950, la famille s'installe à Portland où il commet ses premiers délits (vols à l'étalage, etc.) À 15 ans, il arrête les études et vit de cambriolages.
Il est condamné à 18 ans de réclusion pour vol à main armée à Indianapolis en 1964 et bénéficie d'une libération conditionnelle en avril 1976.
Le soir du 19 juillet 1976, Gilmore assassine Max Jensen, qui travaillait dans une station-service à Orem, dans l'Utah, qu'il venait de braquer. Le lendemain soir, il assassine Bennie Bushnell, le directeur d'un motel à Provo. Les deux hommes lui avaient donné l'argent qu'il convoitait, il leur a donné à chacun l'ordre de s'allonger, avant de les tuer d'une balle dans la tête. Tous deux étaient étudiants à l’université Brigham-Young ; tous deux avaient femme et enfants.
Le 17 janvier 1977, il est fusillé à la prison d'État de l'Utah à Draper (comté de Salt Lake) pour ces deux meurtres, en application d'un jugement prononcé le 7 octobre 1976. Ses derniers mots prononcés ont été « Let's do it » (Allons-y), mots qui ont inspiré le publicitaire Dan Wieden, créateur du slogan de la marque sportive Nike, « Just do it ».

### Documentaire
- « Gary Gilmore, Le droit de mourir » dans la série Affaires criminelles, Enquêtes sur les grands crimes de notre temps de Christophe Lagrange, ALP/Marshall Cavendish, 1995  (ISBN 2-7365-0033-4)